# Stenocatantops angustifrons
Stenocatantops angustifrons är en insektsart som först beskrevs av Walker, F. 1870.  Stenocatantops angustifrons ingår i släktet Stenocatantops och familjen gräshoppor. Inga underarter finns listade i Catalogue of Life.